# الحرارة القصوى للأيوسيني-2
الحرارة القصوى الثانية للأيوسيني (ETM-2)، ويطلق عليها أيضا (H-1) أو حدث طبقة الأيوسيني الغامضة الأصل (Elmo)، وهي فترة عابرة من ظاهرة الاحتباس الحراري حدثت منذ حوالي 53.7 مليون سنة مضت. ويبدو أنه ثاني ارتفاع حراري رئيسي يتخلل اتجاه الاحترار طويل المدى في أواخر الفترة الباليوسينية وحتى أوائل الفترة الأيوسينية (58 إلى 50 مليون سنة مضت).